# Mijaíl Alekséyev
Mijaíl Vasílievich Alekséyev (del ruso: Михаил Васильевич Алексеев); Tver, 3 de noviembre de 1857-Ekaterinodar, 25 de septiembre de 1918) fue un general del Ejército Imperial Ruso durante la Primera Guerra Mundial y la Guerra Civil Rusa. Entre 1915 y 1917 fue Jefe del Estado Mayor del zar Nicolás II, y después de la Revolución de Febrero, de marzo a julio de 1917, el comandante en jefe del Ejército ruso. Después de la Revolución de Octubre, Alekséyev huyó a Novocherkassk, donde recibió el apoyo del dirigente de los cosacos del Don, el general Alekséi Kaledín. 
El 15 de noviembre de 1917, se formó la "Organización Oficial Alekséyev", que se convertiría en el núcleo del Ejército de Voluntarios antibolcheviques. 
Murió en 1918 mientras luchaba contra los bolcheviques en la región del Volga.